# 細菌性鰓病
細菌性鰓病（さいきんせいえらびょう、bacterial gill disease、BGD）とは、種々のサケ科魚類に見られる疾病。

## 原因
グラム陰性、無芽胞性、好気性、非運動性の桿菌であるFlavobacterium branchiophilumの感染を原因とする。水温10〜15℃で発症しやすく、原因菌は鰓表面で増殖する。

## 症状
食欲減退、狂奔遊泳、貧血、眼球突出、体表の線状出血、鰓粘液の異常分泌であり、病変が進行すると呼吸困難により斃死する。

## 病理
病魚の鰓弁の棍棒化が認められる。

## 診断
鰓の一部を観察し、原因菌の存在を確認する。サイトファガ寒天培地で淡黄色、半透明の微小集落を形成する。

## 治療
5%食塩水に2分間浸漬する。